# Бенц Парсифал
Бенц Парсифал е седан, произвеждан от германския производител Бенц в периода 1902-1906.

## История
Бенц Парсивал е произведен приблизително в 600 екземпляра.

## Технически характеристики
- 2-цилиндров двигател,12 конски сили,1280 min-1 – брой обороти
- Задно задвижвнате
- 1.38 m междуосие, 5.43 дължина [2]